# Tres intermezzi, op. 117 (Brahms)

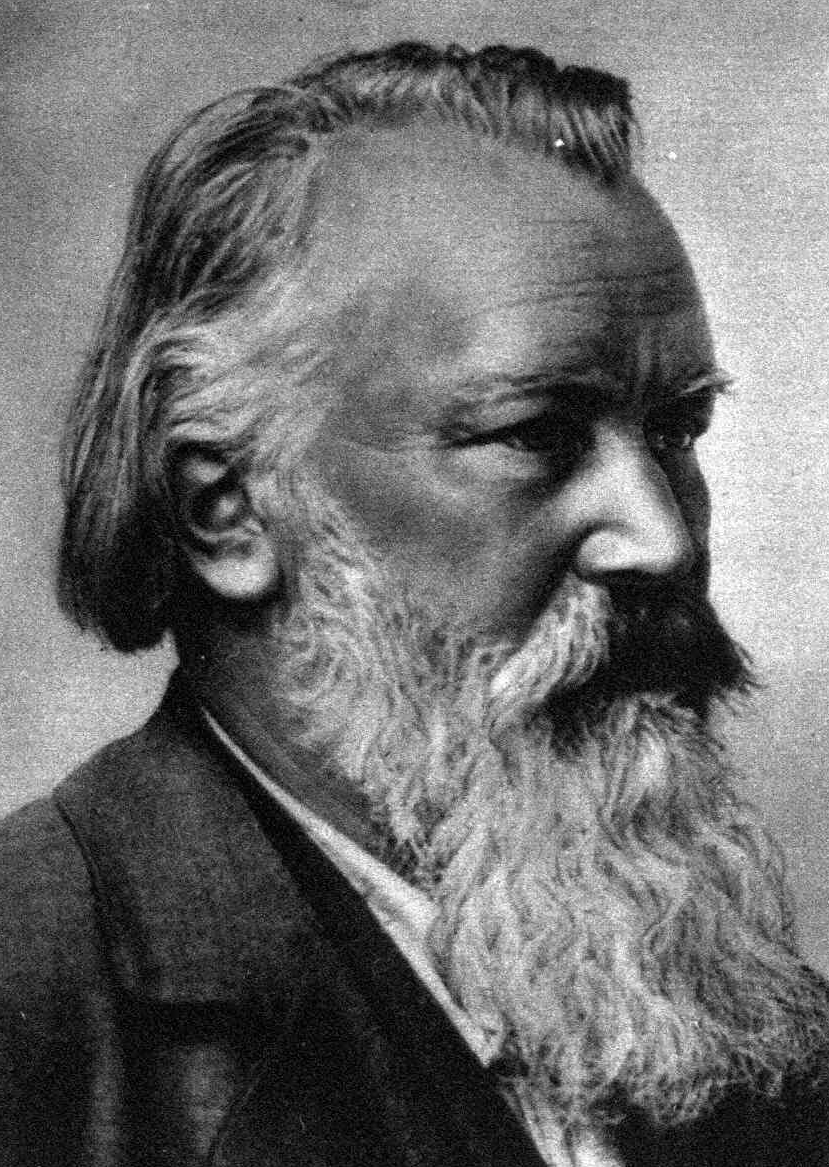
Johannes Brahms (1833–1897) después de 1890

Tres intermezzi per a piano, op. 117, es una obra de Johannes Brahms escrita en 1892, uno de los cuatro últimos grupos de piezas para piano que componía inspirado en su estimada Clara Schumann.
Brahms solía utilizar el término intermezzo como rúbrica bajo la cual se podía clasificar todo aquello que fuese caprichoso o ardiente. Los tres Intermezzi no requieren la habilidad técnica que se necesita para interpretar muchos de sus trabajos anteriores, pero su musicalidad incisiva es suprema para una comprensión de estas miniaturas musicales. El hecho de que todos estén marcados en el tempo de Andante, representa también un problema para el pianista, que debe investigar los detalles de cada pieza y acentuar los elementos que la contrastan.
Las piezas fueron escritas en el verano de 1892, el mismo año de su publicación. Es uno de los raros casos en el que Brahms le daba un título específico a un conjunto completo de piezas. Dos de los tres intermezzi se estrenaban muy poco después de su creación: el primero, el 18 de febrero de 1893, y el segundo, el 30 de enero del mismo año.

## Piezas

### N.º 1 en mí bemol mayor
El primer intermezzo está en la tonalidad de mi bemol mayor y compás 6/8. Tiene una forma ternaria (ABA'), con las indicaciones de tempo: Andante moderato - Più Adagio - Un poco più Andante. Su interpretación dura unos 5'10" minutos.
En la partitura tiene un prefacio con dos líneas de texto de una vieja balada escocesa, Lady Anne Bothwell's Lament. El texto dice:[5]
    Balow, mi babe, lie still and sleep!
    It grievas me sore to see thee weep![6]
(¡Balow, mi bebe, quédate quieto y duerme!"
¡Me duele mucho verte llorar!)
Realmente el Intermezzo núm. 1 es como una canción popular y nos hace recordar los movimientos lentos de sus sonatas para piano de juventud.

### N.º 2 en sí bemol menor
El segundo intermezzo está en la tonalidad de mi bemol mayor y compás 3/8. Tiene una forma ternaria con elementos de la forma sonata, y tiene una única indicación de tempo: Andante non troppo y con molto espressione. Su interpretación dura unos 3'46" minutos. Para el biógrafo de Brahms Walter Niemann, la parte central parece que retrate un "hombre que se alza sobre el viejo y sombrío viento del otoño que le rodea".

### N.º 3 en do sostenido menor
El tercer intermezzo está en la tonalidad de do sostenido menor y compás 2/4. Tiene una forma ternaria expandida (A A’BA), y tiene una única indicación de tempo: Andante con moto. Su interpretación dura unos 4'50" minutos.

El tema principal es una melancolía canción de cuna que se reproduce en octavas, que es necesario interpretar suavemente. Fluye tranquilamente, empezando con cierto optimismo pero, en general, tiene un ambiente bastante reservado y austero. La frase de contraste también se presenta en octavas. La sección central está en la mayor. Una breve transición lleva a la vuelta de la sección A, que aparece rearmonizada. Brahms se refirió una vez a ese Intermezzo como "la canción de mi pena".
- Datos: Q1257047